# Anomalochromis thomasi
Anomalochromis thomasi és una espècie de peix de la família dels cíclids i de l'ordre dels perciformes que es troba a Àfrica: rius costaners entre Konkouré (Guinea) i Saint John (Libèria). Viu en zones de clima tropical entre 23 °C - 27 °C de temperatura.
Els mascles poden assolir 5 cm de longitud total.